# Михалёво (Покровское сельское поселение)
Михалёво — деревня на территории Покровской сельской администрации Покровского сельского поселения Рыбинского района Ярославской области.
Деревня расположена на удалении около 500 м от автомобильной дороге Р104 на участке Углич-Рыбинск, между деревнями Исанино и Дурдино. Деревня расположена на краю ненаселенного лесного массива, который простирается примерно на 5 км на восток вплоть до населенного района в долине реки Черёмуха. По западной окраине деревни протекает Коровка, которая здесь же пересекает указанную автодорогу.
Деревня Михалева указана на плане Генерального межевания Рыбинского уезда 1792 года.
На 1 января 2007 года в деревне проживал 31 человек. По почтовым данным в деревне 8 домов.
Транспортная связь через остановку Михалёво на дороге, оттуда автобус связывает село с Рыбинском, Мышкиным и Угличем. Администрация сельского поселения в поселке и центр врача общей практики находится в посёлке Искра Октября, почтовое отделение в селе Покров (оба по дороге в сторону Рыбинска).